# Штрум, Лев Яковлевич
Лев Яковлевич Штрум (11 [23] ноября 1890, Мельники, Киевская губерния — 22 октября 1936, Лукьяновская тюрьма г. Киева) — советский физик, философ естествознания. Заведующий кафедрой теоретической физики Киевского университета. 
Репрессирован и расстрелян в 1936 году по сфальсифицированным обвинениям. Посмертно реабилитирован.

## Биография

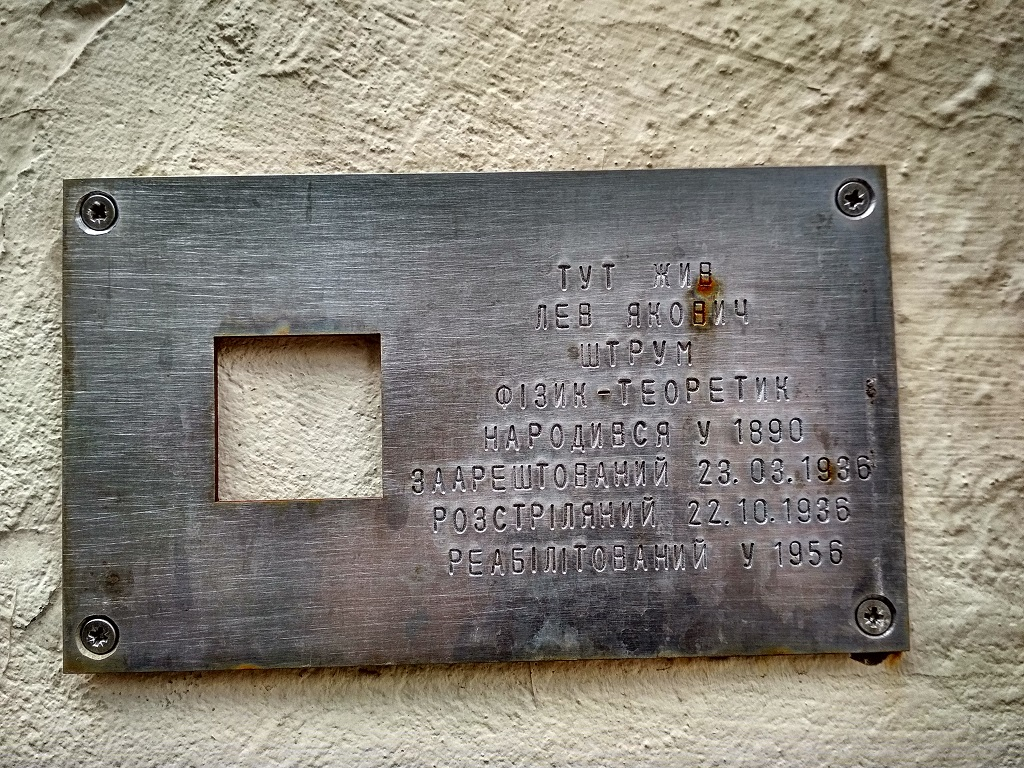
Мемориальная табличка «Последнего адреса» в Киеве, Малоподвальная, 12, на доме, где жил Лев Штрум

Родился в еврейской семье среднего достатка. Отец трудился заводским мастером в Черкассах, мать - домохозяйка. Уже в ранние годы освоил несколько языков, что позволяло ему зарабатывать на учёбу переводами. 
В 1908 году окончил черкасскую гимназию с золотой медалью.
В 1914 году окончил Петербургский университет и защитил кандидатскую диссертацию. Дипломная работа «Математическая теория рентгеновских лучей» была сделана под руководством профессора Ивана Боргмана.
Лев Яковлевич был оставлен при университете как профессорский стипендиат, однако в 1914 году умер И. Боргман, и из-за участия в демонстрации 1912 г. Лев Штрум не смог устроиться по специальности в Петербурге и переехал в Киев, где окончил ещё и КПИ.
С ноября 1921 года стал научным сотрудником Украинской академии наук.
С 1922 года стал преподавать в КПИ, вёл семинар по высшей математике.
23 марта 1936 г. Лев Штрум был арестован и обвинён в участии в «участии в к. р. троцкистском заговоре», якобы действовавшем в Киевском университете и других вузах. 21 октября 1936 г. выездной сессией Военной коллегии Верховного суда СССР вместе с учёными и преподавателями (Г. Н. Лозовик, М. А. Нырчук, Н. И. Мухин, Б. С. Раппопорт-Дарьин, всего 37 человек) был осуждён и приговорён к высшей мере наказания — расстрелу. Расстрелян в ночь на 22 октября 1936 г. в Лукьяновской тюрьме. В конце 1930-х гг. статьи ученого были уничтожены.
В 1956 г. был посмертно реабилитирован. Большая часть работ учёного многие годы была неизвестна и намеренно замалчивалась.
В феврале 2018 года в Киеве по адресу Малоподвальная, 12, на доме, где проживал Лев Штрум, была установлена памятная табличка «Последнего адреса».
В первом браке появился сын Виктор, во втором дочь Елена. Она живёт в Кёльне.

## В искусстве
Лев Штрум стал прототипом литературного физика Виктора Штрума — главного героя романов «Жизнь и судьба» и «За правое дело» известного советского писателя Василия Гроссмана. Как отмечают: "Штрум был частью той бескомпромиссной правды, которая отличает позднюю прозу Гроссмана и которой впоследствии так боялось КГБ, арестовавшее главное произведение писателя - роман «Жизнь и судьба»".

## Научные работы
Автор более 50 научных работ по физике, среди них:
- Штрум Л. К вопросу о предельной скорости в СТО // Второй съезд Российской ассоциации физиков. — 1921. — 15 с.
- Штрум Л. Новейшие результаты опыта Майкельсона и попытка гипотетического объяснения их // Наукові записки Київської дослідної кафедри. — 1923. — C. 107—109.
- Strum L. Über die Abhängigkeit der Intensität der Spektrallinien von Gasdruck // Zeitschrift für Physik. — 1923. — Bd.18. — S.372—378.
- Strum L. Zur Frage nach der Überlichtgeschwindigkeit in der speziellen Relativitätstheorie // Ibid. — 1923. — Bd.20. — S.36—44.
- Штрум Л. Інтенсивність спектральних ліній // Вісті Київського політехнічного інституту, 1923.
- Штрум Л. Про швидкості, більші од швидкості світла, у спеціальній теорії відносності / Л. Я. Штрум // Наукові записки Київської дослідної кафедри. — 1924. — Т. ІІ. — С. 81- 88.
- Штрум Л. Гипотеза для объяснения опыта Майкельсона // Вісті Київського політехнічного інституту, 1924.
- Strum L. Versuch einer Hypothese zur Deutung der letzten Resultate des Michelsonschen Versuches // Zeit-schrift für Physik. — 1924. — Bd.24. — S.20—23.
- Штрум Л. К вопросу об истолковании опыта Майкельсона // Вісті Київського політехнічного інституту. — 1925. — Кн. 1. — С. 5 −6.
- Strum L. Zur Theorie des Strahlungsgleichgewichts // Zeitschrift für Physik. — 1925. — Bd. 31. — S.866—868.
- Strum L. Zur stabilität der Atomkerne // Zeitschrift für Physik. Chemie. — 1926. — Bd. 119. — S. 368—376.
- Strum L. Überlichtgeschwindigkeit und Relativitätstheorie // Physikalische Zeitschrift der Sowjetunion. — 1926. — Bd.27. — S.541—544.
- Штрум Л. Явление Комптона // Успехи физ. наук. — 1926. — Т.6, вып.2. — С.142—166.
- Штрум Л. Фазова швидкість у кінематиці теорії релятивності // Українські фізичні записки. — 1930. — Т. ІІ. — С. 87−90.
- Штрум Л. О зависимости интенсивности спектральных линий от упругости газа // Українські фізичні записки. — С. 15—16.
- Strum L. Die Phasengeschwindigkeit in der Kinematik der Relativitдtstheorie / L. Strum // Z. f. Physik. — 1930. — Bd. 60. — S. 405 −409.
- Штрум Л. Леон Иосифович Кордыш [Некролог] // УФН. — 1933. — Т. 13. — С. 970—975.